# Vécsey Károly
Gróf hernádvécsei és hajnácskői Vécsey Károly (Rzeczniów, 1803. november 24. – Arad, 1849. október 6.) honvéd vezérőrnagy, az aradi vértanúk egyike.

## Származása és családja

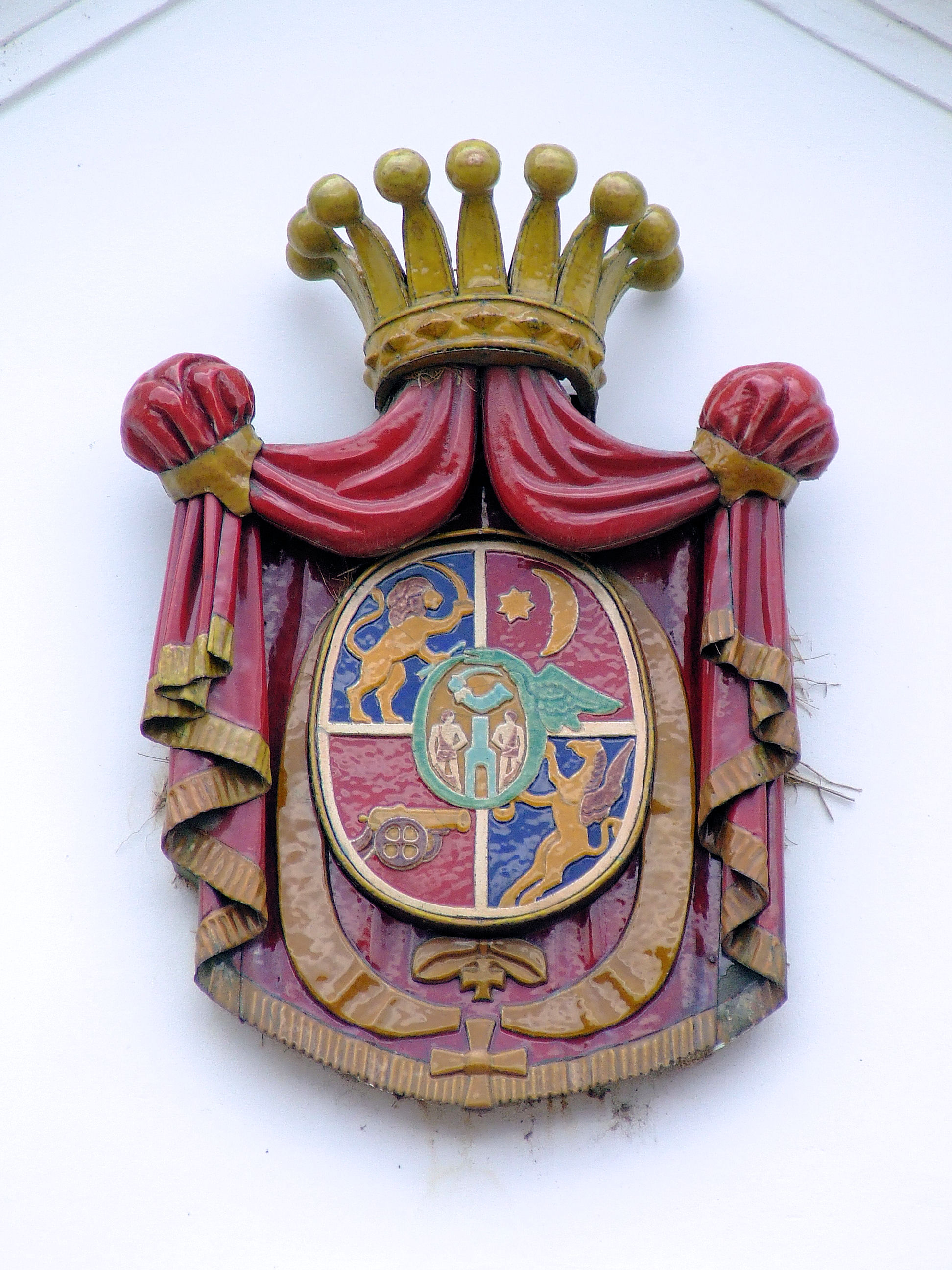
A Vécsey család címere

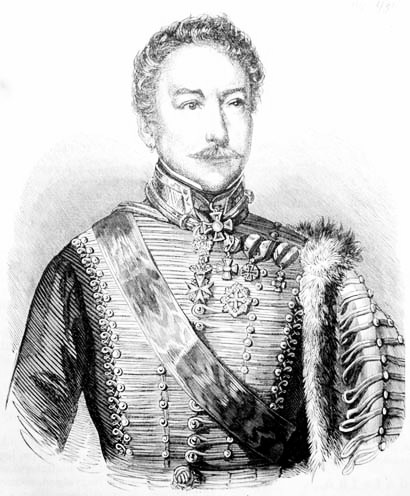
Az apa, Vécsey Ágoston lovassági tábornok

Az Ugocsa és Abaúj vármegyékben honos Vécsey család eredetét a 15. századig tudja visszavezetni. A család nevét az Abaúj vármegyei Hernádvécse falu nevéből vette, melyet első ismert őse, az 1470-ben született Szőllősi Balázs és fiai kaptak birtokadományként II. Lajos magyar királytól 1517-ben. A család vagyonát jelentősen gyarapította Vécsey Sándor, mikor elvette a kihalt Csapy családból származó Csapy Máriát és birtokába jutott Hajnácskő várának. 1692. november 21-én I. Lipót Vécsey Sándort ugyancsak Sándor, László és Mária nevű gyermekeivel együtt bárói rangra emelte. A két fiú utódaiban a család két ágra szakadt, a gömöri és a váradi ágra. A 18. és 19. században a család tagjai kitűntek feltétlen udvarhűségükkel, többen katonaként szolgálták a dinasztiát. A gömöri ágból származó Vécsey Siegbert, Vécsey Károly nagyapja 1789-ben megkapta a Katonai Mária Terézia-rendet és altábornagy lett. Fia, gróf Vécsey Ágoston lovassági tábornok, a Katonai Mária Terézia-rend tulajdonosa, a bécsi Magyar Nemesi Testőrség utolsó parancsnoka volt. Felesége, Vécsey Károly édesanyja, Colson Amália csillagkeresztes hölgy 1826-ban meghalt. Frigyükből a következő gyermekek születtek:
- Mária (1805–1875), császári és királyi csillagkeresztes és palotahölgy
- Károly
- Angelika (1808–1885)
- Ede (1810–1856) császári és királyi kamarás, 1848-ban császári és királyi főszázados a 2. (Sándor) gyalogezredben. Júliustól a honvéd hadsereghez csatlakozó zászlóaljával a szerb felkelők ellen harcolt. Decemberben szabadsággal eltávozott és visszatért a császári hadseregbe. Nyugalmazott alezredesként halt meg Drezdában.[2] Neje gróf Blankenstein Mária.
- Jenő (1811–1866) császári és királyi kamarás, lovasszázados, 1847-ben huszárkapitányi tisztséget viselt
- Sándor (1812–1855) jáki apát és hódmezővásárhelyi plébános
- Ágost (1813–1879) császári és királyi kamarás, császári és királyi őrnagy, a grófi ág utolsó fiúsarja
- Karolina (1817–1898)
- Emília (1818–1819)
- Amália (1820–1892)
- Jozefina (1821–1861)
- Adolf (1824–?)
- Felícia (1826–1883) brünni Mária-Schull-féle alapítványi hölgy.[3]

Vécsey Károly egyik nővére udvarhölgyként Ferenc József egyik nevelője volt.
Vécsey Károly feleségét, Duffaud Karolinát 1849. augusztus 15-én Soborsinban vette feleségül, gyermekük nem született.
Vécsey az aradi kihallgatásakor az alábbiakat vallotta: „Nevem gróf Vécsey Károly, Pesten, Magyarországon születtem, negyvenkét éves vagyok, katolikus vallású, nős, gyermektelen”. Azonban születési bejegyzése egyik pesti plébánián sem volt fellelhető 1800 és 1810 között. Ennek mondott ellent az a monográfia is, amely a bécsi hadmérnöki akadémia történetéről íródott és a következő sorokat tartalmazza: „Vécsey, Karl Graf. Geboren am 24. Nov. 1803 zu Retsniow in Russland.” Ennek segítségével a helyi római katolikus plébániahivatal anyakönyvében fellelhető volt az eredeti bejegyzés, mely a lexikonok és történelemkönyvek által közölt pesti, 1807–1809 körüli születését megcáfolja.

## Gyermekkora, pályája a császári és királyi hadseregben

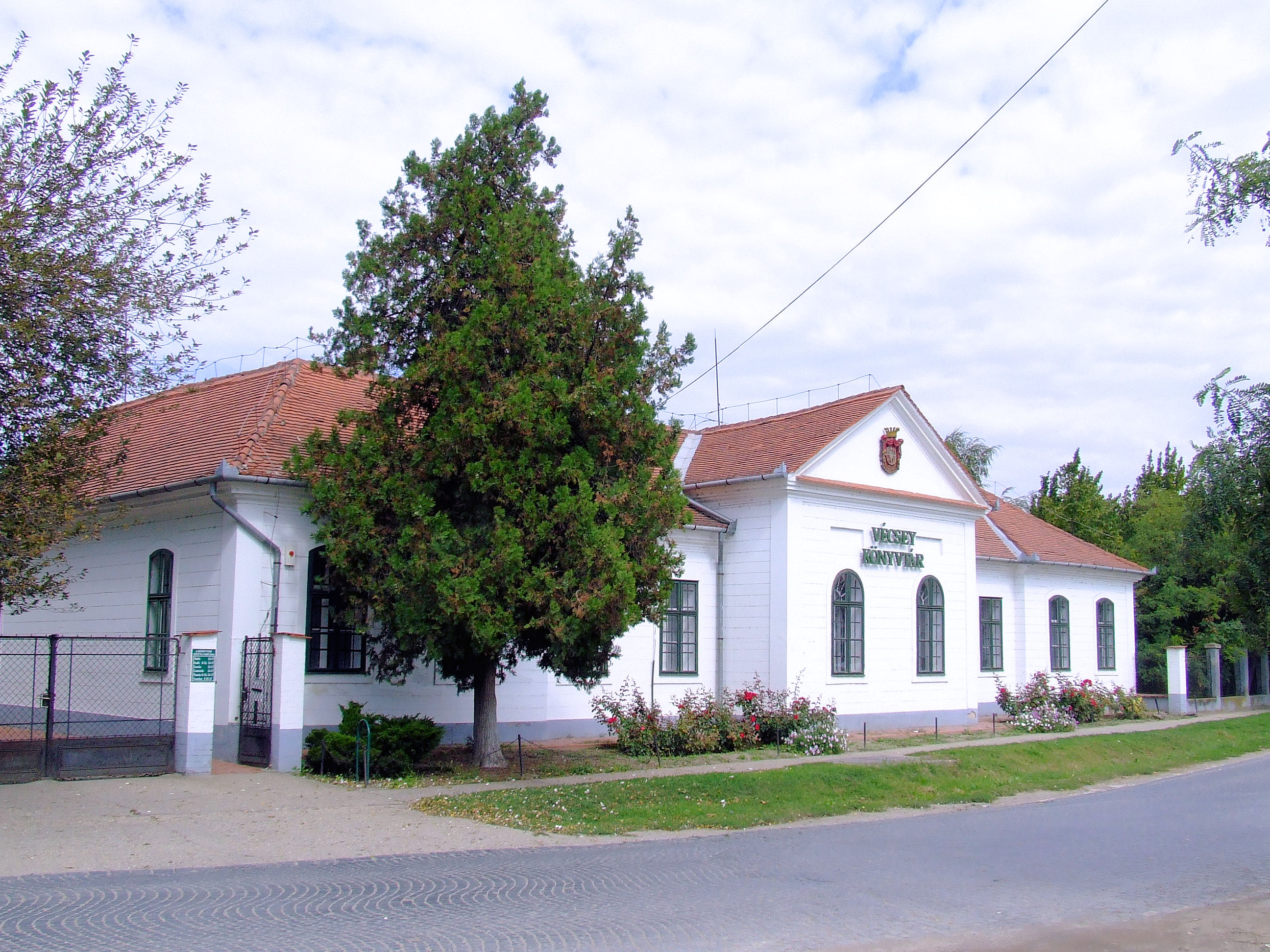
A solti Vécsey-kastély, ahol Vécsey Károly ifjúkorának nyarait töltötte. Az épület ma könyvtárnak ad otthont

Gyermekkoráról kevés értékelhető adat maradt fenn. Ismert, hogy nyarait a solti Vécsey-kastélyban töltötte és sokat időzött nagybátyjánál, a bárói ágból származó Vécsey Józsefnél, a Gömör vármegyei Feleden. Solton kevés magyar szót hallhatott, mert édesanyja nem beszélt magyarul és édesapja is csak keveset. Vécsey Károlyt feltehetően Feleden érték az első nemzeti hatások, itt formálódhatott magyarságtudata. Természetesen ezek a hatások csak gyengék lehettek, nem ellensúlyozhatták feltétlen dinasztiahű neveltetését. Így szinte természetes volt, hogy a családi hagyományokat követve ő is a katonai pályát választotta és tanulmányait a birodalom legrangosabb katonai iskolájában, a Theresianumban folytatta.
1820-ban hadapródként kezdte katonai pályáját a 4. (Savoyai Jenő) dragonyosezredben. 1821-ben hadnagyi rendfokozatban áthelyezték az 5. huszárezredbe, majd 1845-ben a 2. huszárezred őrnagya lett. Az Ernő Ágost hannoveri királyról elnevezett 2. huszárezred parancsnoka az 1840-es évek közepétől Vécsey későbbi vértanútársa, Kiss Ernő ezredes volt. Az ezred a szabadságharcban a honvéd hadsereg egyik legkiválóbb huszárezrede lett, tisztikara a legnagyobb arányban vett részt a szabadságharcban. Feltehetően ez a felvilágosultabb környezet is hozzájárul Vécsey Károly magyarságtudata továbbformálódásához. Az ezred 1848 tavaszán Nagybecskereken állomásozott.

## Szerepe az 1848–49-es szabadságharcban

### A délvidéki kis háborúban
A helyszínen lévő alakulata a kezdetektől részt vett a délvidéki harcokban. Vécsey Károly ott volt a hadszíntér jelentősebb ütközeteiben. Nevéhez nem kötődtek látványos haditettek, Vukovics Sebő visszaemlékezései szerint „kitűnő cselekvések nélkül, de pontosan teljesíté kötelességét”. E kötelességteljesítés eredményeként október 12-én, október 1-jei hatállyal ezredessé léptették elő. Ugyanekkor Kiss Ernő utódaként átvehette ezrede parancsnokságát és egyúttal parancsnoka lett a bácskai hadtest egy dandárjának is. Később a hadtest egy hadosztályának parancsnoka lett és december 15-én, december 12-ei hatállyal vezérőrnaggyá léptették elő. A 2. huszárezred vezetését ekkor Pikéthy Gusztáv őrnagynak mint ideiglenes ezredparancsnoknak adta át.
1849 január elején, a kormány Debrecenbe költözése után döntés született a Bácska és a Bánát kiürítéséről, a magyar főerő Tisza középső folyásánál történő összevonásáról. Ez számos volt császári tisztnél lelkiismereti válságot okozott, mert ezeknek az alakulatoknak így már nem szerb felkelők, hanem császári alakulatok ellen kellett volna harcolniuk. A bácskai hadtest Verbászon tartott tiszti gyűlésén a tisztek egy része, élükön gróf Esterházy Sándor hadtestparancsnokkal kijelentette, hogy a császárra tett esküjét tartja meg a magyar alkotmányra tett esküjével szemben és nem hajlandó császári csapatok ellen harcolni. A hadtest felbomlásával fenyegető helyzetet Vécsey Károly, Lenkey János ezredes és Baudisz József százados fellépése mentette meg, melynek eredményeként Esterházy vezérőrnagy mintegy negyven tiszt kíséretében átszökött a császáriak táborába, de az alakulat megmaradt a magyar honvédség kötelékében. A válságos katonai helyzetben a szabadságharc továbbélése szempontjából e ténynek igen nagy jelentősége volt. Kossuth Lajos meleg hangú levélben köszönte meg Vécseynek a bátor fellépést és az események leírása megjelent a kormány hivatalos lapjában, a Közlönyben is.

### A második szolnoki ütközet

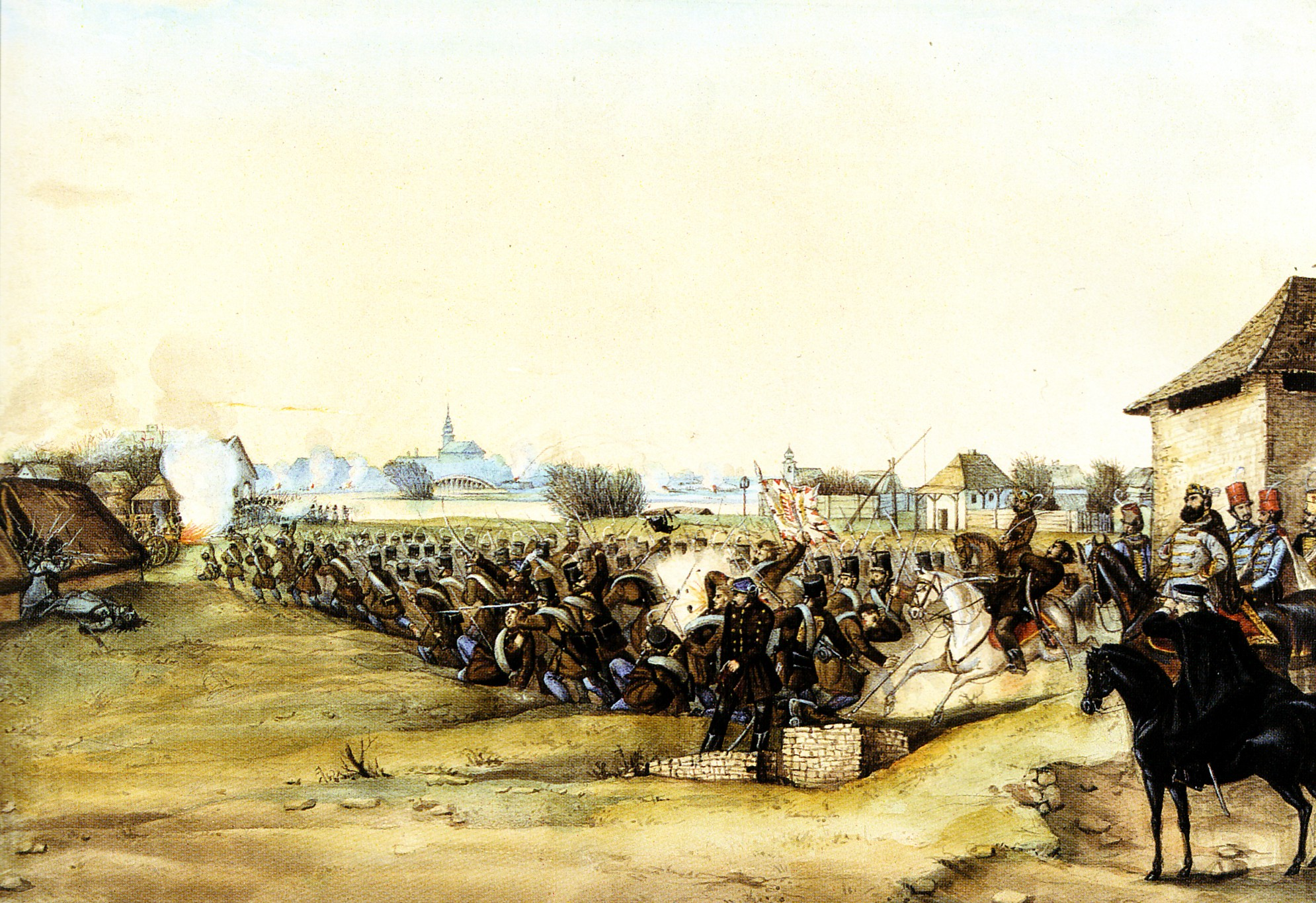
A második szolnoki ütközet 1849. március 5-én. Than Mór festménye

Esterházy távozása után, január 17-én átvette a bácskai hadtest parancsnokságát és a Bácska kiürítése, a hadtest felvonulása a főerőkhöz, már az ő parancsnoksága alatt történt. Csapatai Szeged térségében jelentős erőket hagytak hátra, így a hadtest hadosztálynyi erőre olvadva érkezett meg február 12-én Törökszentmiklósra, és a következő két hétben itt állomásozott. A Damjanich János parancsnoksága alatt álló bánáti hadtest szintén jelentős csapaterősítéseket küldött Bem vezérőrnagy erdélyi csapatainak, így ez a hadtest is hadosztálynyi erővel érkezett meg február 24-én Cibakháza környékére. A január végén kinevezett új főparancsnok, Henryk Dembiński ellentámadási terveiben jelentős szerepet szánt a két hadosztálynak, feladatuk az volt, hogy támadást indítsanak a Szolnoki ellenséges hídfő ellen és ezzel magukra vonják az ellenséges fővezér, Windisch-Grätz figyelmét. Dembiński terveit a kápolnai csata meghiúsította, azonban a szolnoki támadást senki nem fújta le, így március 2-án megkezdődött a császári hídfő elleni hadművelet. A honvédcsapatok terve az volt, hogy Vécsey hadosztálya szemből támadva magára vonja a Szolnokot megszállva tartó Leopold Karger vezérőrnagy dandárjának figyelmét, míg a Damjanich-hadosztály Cibakházánál átkelve a Tiszán, oldalról támadja meg az ellenséget. Bár Vécsey késlekedése miatt a bekerítő hadművelet nem sikerült maradéktalanul, a március 5-én lezajlott második szolnoki ütközet fényes magyar győzelemmel végződött. Az ütközet után Damjanich nehezményezte, hogy a rangidős jogán – Vécsey néhány nappal előbb lett tábornok, mint Damjanich – Vécsey küldött győzelmi jelentést az Országos Honvédelmi Bizottmánynak. A nézeteltérés olyan komoly veszekedéssé fajult, hogy a két tábornok nem maradhatott egy csapattestnél. Az eset időben csaknem egybeesett a tiszafüredi zendüléssel és azzal együtt jól tükrözi a magyar felső hadvezetés hiányosságait. Bár Vécsey is népszerű volt katonái körében, Damjanich népszerűségével nem vetekedhetett, így neki kellett engednie. Kossuth Lajos Tiszafüredről visszatérve március 9-én számolt be a képviselőháznak a történtekről: „Vécsey tábornok nemes resignatióval, melyért a hazának nagy méltánylatát és köszönetét érdemli, a vezérletet [...] Damjanich tábornoknak általadta vala.” Vécsey átadta a két hadosztályból alakított hadtest parancsnokságát tábornoktársának és a debreceni hadügyminisztériumban jelentkezett új beosztásért. A szolnoki győzelemben betöltött szerepéért utólag megkapta a Magyar Katonai Érdemrend III. osztályát.

### Az V. hadtest élén

#### Arad ostroma

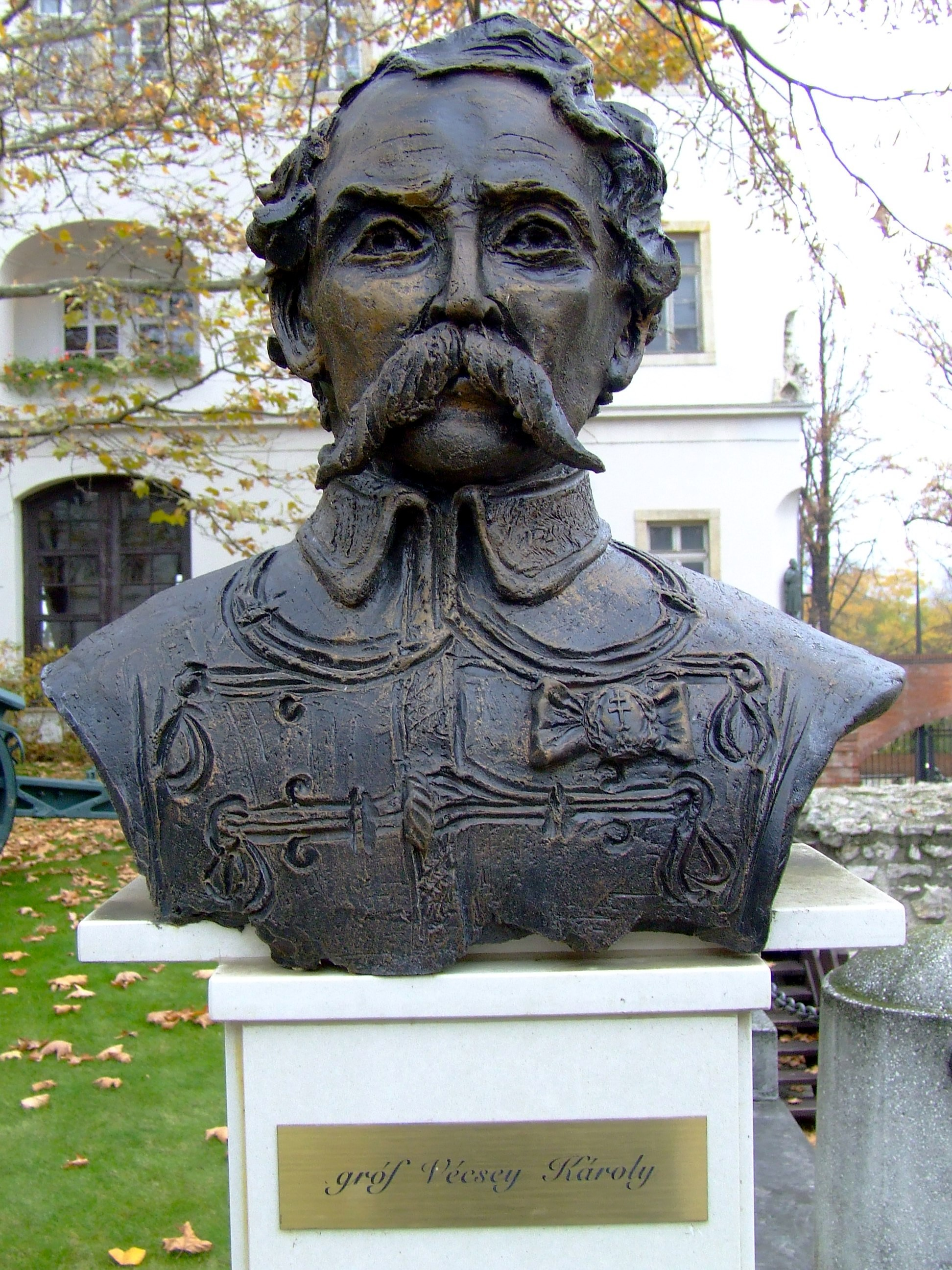
Vécsey Károly szobra a budapesti Hadtörténeti Intézet és Múzeum kertjében

1849. április 7-én kinevezték az aradi várat ostromló V. hadtest élére. Kezdetben új beosztása nem tűnt szerencsés választásnak, mert huszártisztként sem műszaki, sem erődítéstani ismeretei nem voltak, végül azonban kiváló szervezőkészségét hasznosítva, elődeihez képest sikeresen oldotta meg a feladatot. A hadtestet átszervezte, biztosította az ellátást, szakszerűen kiépíttette az ostromágyútelepeket és elődeitől eltérően sikerült megakadályoznia, hogy Temesvárról utánpótlást juttassanak be az erődbe. Legfontosabb feladatának a vár teljes zárolását tekintette, ezért kidolgoztatta egy olyan csatorna tervét, mely a Maros kanyarulatát átvágva teljesen elszigeteli az erősséget. A munka a Johann Berger vezérőrnagy által vezetett védők minden akadályozási kísérlete ellenére május 25-én befejeződött. A vár sorsa ezzel eldőlt, a készletek kimerültek és utánpótlásra sem volt remény. Június közepén megkezdődtek a tárgyalások, majd a megkötött egyezmény értelmében július 1-jén befejeződött a vár átadása.
Arad ostroma közben újabb személye elleni támadást kellett elviselnie. A császári csapatokat üldöző Bem tábornok április közepén – Vécseyt megkerülve – parancsot küldött az V. hadtest Villámi Ferenc alezredes vezette dandárjának, hogy alakulatával állja el a menekülő császáriak útját. Vécsey a parancsot teljesítő Villámit azonnal leváltotta és az alakulatot visszarendelte, azzal az indoklással, hogy hadteste nincs Bem parancsnoksága alá rendelve. „Jogom van tehát és kötelességemnek is tartom, Vécsey tábornokot a kormány előtt vagy hazaárulónak nevezni, vagy oly gyáva és minden tehetség nélküli tisztnek, kire soha semmi parancsnokságot nem kell bízni.” – írta a tábornok az esetet követően, április 23-án Lugosról a kormányhoz írt levelében. Az éles hangú levelet Petőfi Sándor Bem beleegyezésével megjelentette a kolozsvári Honvéd című lapban és innen később a cikket átvette a Marczius Tizenötödike is. Az eset így már azonban kiváltotta Vécsey tisztikarának fellépését, azt követelték, hogy hadbíróság vizsgálja meg Bem állításának valóságtartalmát és ha azok igaznak bizonyulnak, akkor nem szolgálnak tovább Vécsey parancsnoksága alatt, azonban ha a bíróság igazolja Vécseyt, akkor Bem megbüntetésével állítsák vissza parancsnokuk becsületét. A helyzetet végül Kossuth fellépése mentette meg, kinek rábeszélésére Bem május közepén – véleményének fenntartása mellett – elégtételt szolgáltatott az V. hadtest parancsnokának. A kormány május 28-án a Magyar Katonai Érdemrend 2. osztálya odaítélésével próbálta Vécseyvel a sérelmeket feledtetni.
A felső vezetésben, a tábornoki és törzstiszti karban egyébként sem voltak jó véleménnyel Vécsey katonai felkészültségéről. „Vécsey derék, jó katona, de tudatlan; az intéző geniea főtiszt”, írta róla visszaemlékezéseiben Perczel Miklós, Kossuth pedig egy levelében arról panaszkodott, hogy Vécsey Arad ostroma közben „nagyon sokat lövöldözött el haszontalanul”. Beosztottai azonban szívesen szolgáltak Vécsey alatt. Vukovics Sebő visszaemlékezései szerint „Embereinek ruházatjáról, zsoldjáról, élelméről s kórházi szükségleteiről mindig jelesül volt gondoskodva. [...] betegjeik alig voltak. Magának a tábornoknak pompás sátrai voltak, melyekben tisztikara kényelmesen elfért.” A magyar tábornoki karban Knezić Károly mellett Vécsey volt az, aki a legénység vallásos kötelezettségeinek betartatására is különös gondot fordított. Ennek a gondoskodásnak is köszönhető, hogy amikor 1849. június 24-én a minisztertanács döntött arról, hogy az V. hadtest parancsnokságát Guyon Richárd veszi át, a hadtest tiszti kara kiállt Vécsey mellett és megakadályozta leváltását.

#### Temesvár ostroma és a temesvári csata

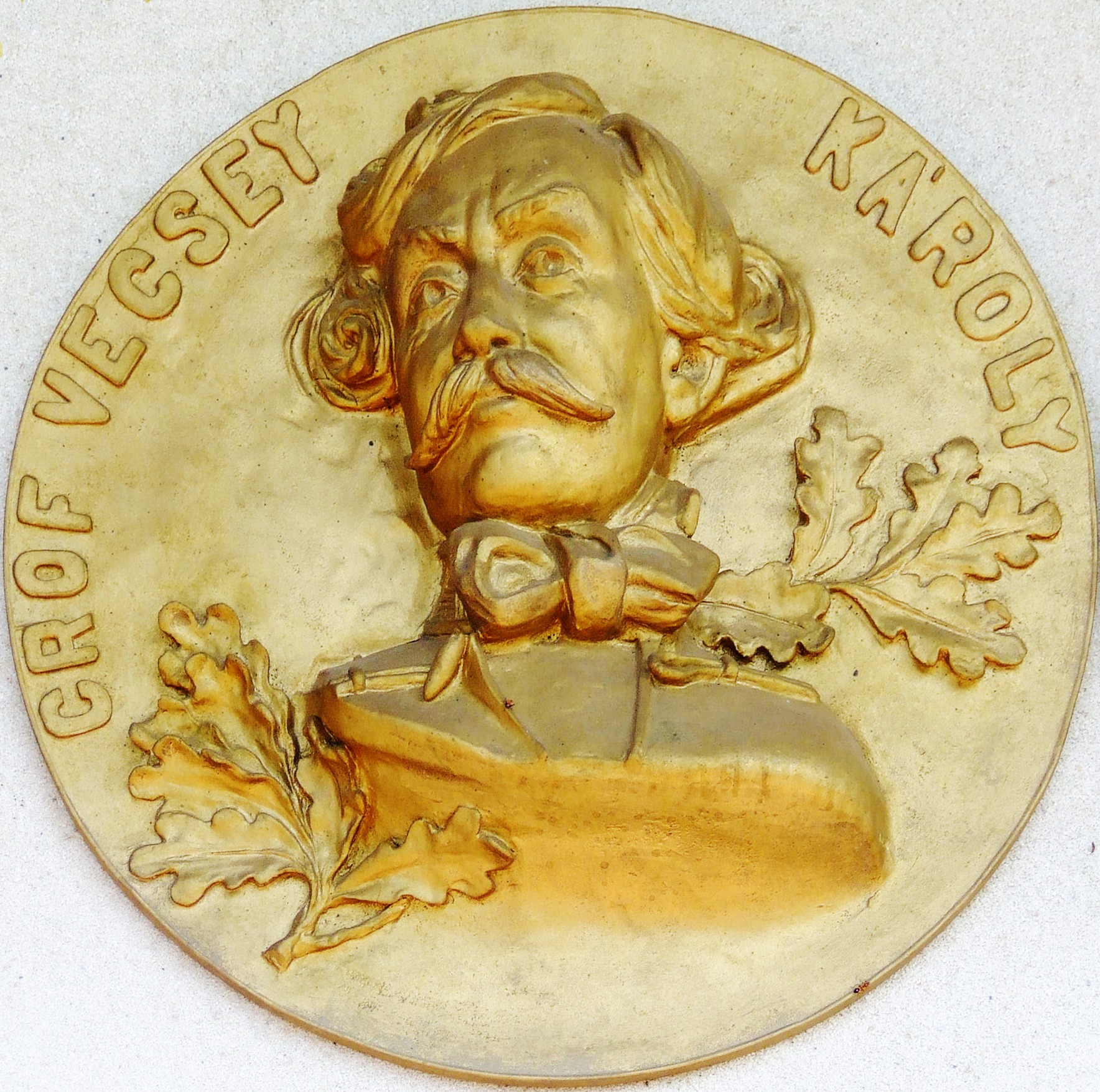
Portrédombormű a keceli Pintér Művek Hadtörténeti Múzeum és Haditechnikai Park épületén

A sikeres erdélyi hadjárat után Bem tábornok feladata a Bánság megtisztítása volt. Az áprilisban megindult hadjárat első állomása Temesvár elfoglalása lett volna, azonban a vár körülzárásakor már nyilvánvalóvá vált, hogy a rendelkezésre álló két hadosztálynyi erő a mintegy 9000 fővel és 213 löveggel rendelkező erősség zárolására sem elegendő. Bem ezért úgy határozott, hogy a zárolást átadja az V. hadtestnek, ő pedig csapataival megindul a Bánság megtisztítására. A védők érzékelték, hogy a váltás időszakában a zárolás erőssége gyengül és ezt fel is használták egy nagyszabású kitörés végrehajtására. A május 12-én lezajlott freidorfi ütközetet Vécsey csapatainak megjelenése döntötte el, a vereséget szenvedett császári csapatok visszavonultak a várba. Míg az aradi vár átadásáról szóló tárgyalások meg nem kezdődtek, addig Vécsey csak mintegy 4400 főt tudott állomásoztatni a temesvári vár körül, azonban június közepén már a teljes hadtestével szabályos ostromzár alá vette az erődöt. A kor hadászati elveinek megfelelő ostromra eszközök és idő hiányában nem volt lehetőség, az V. hadtest azonban így is mindent megtett az erőd bevételére. Vécsey kiváló teljesítményét jelzi, hogy bár az ostromlottak létszáma mindvégig meghaladta az ostromlókét, a védők kitörésekkel egyszer sem tudták felszakítani az ostromzárat. Augusztus elejére a várőrség már felélte teljes élelmiszerkészletét és az ostromlók elvágták a várat ellátó vízvezetéket is. A kapituláció már csak napok kérdése lehetett, ezért fontos lett volna, hogy a vártól távol tartsák a császári és az orosz csapatokat. Henryk Dembiński, a magyar főparancsnok ennek és a magyar kormány utasításainak ellenére nem Arad, hanem Temesvár felé vonult, nyomában a császári főerőkkel. Vécsey a fő hadszíntér eseményeiről értesülve augusztus 4-én éjszakai rohammal megpróbálta bevenni az erődöt, de nem járt sikerrel. Az osztrák és magyar csapatok közeledésének hírére az ostromágyúkat visszaküldte Aradra.
Az 1849. augusztus 9-én lezajlott temesvári csatában az V. hadtest gyalogságából Bem több zászlóaljat – mintegy 4000 főt – Guyon IV. hadtestéhez csatolt. Vécsey megmaradt csapatai továbbra is a várat zárták körül, a csata alatt ismét kitörő várőrséggel ütköztek meg, és a többi magyar alakulathoz képest viszonylag kis veszteséget szenvedtek, így rendezettek maradtak az összecsapás végére is. A visszavonulókat az V. hadtestnek ez a része és Kmety György zászlóaljai fedezték.

#### A borosjenői–nagyváradi fegyverletétel

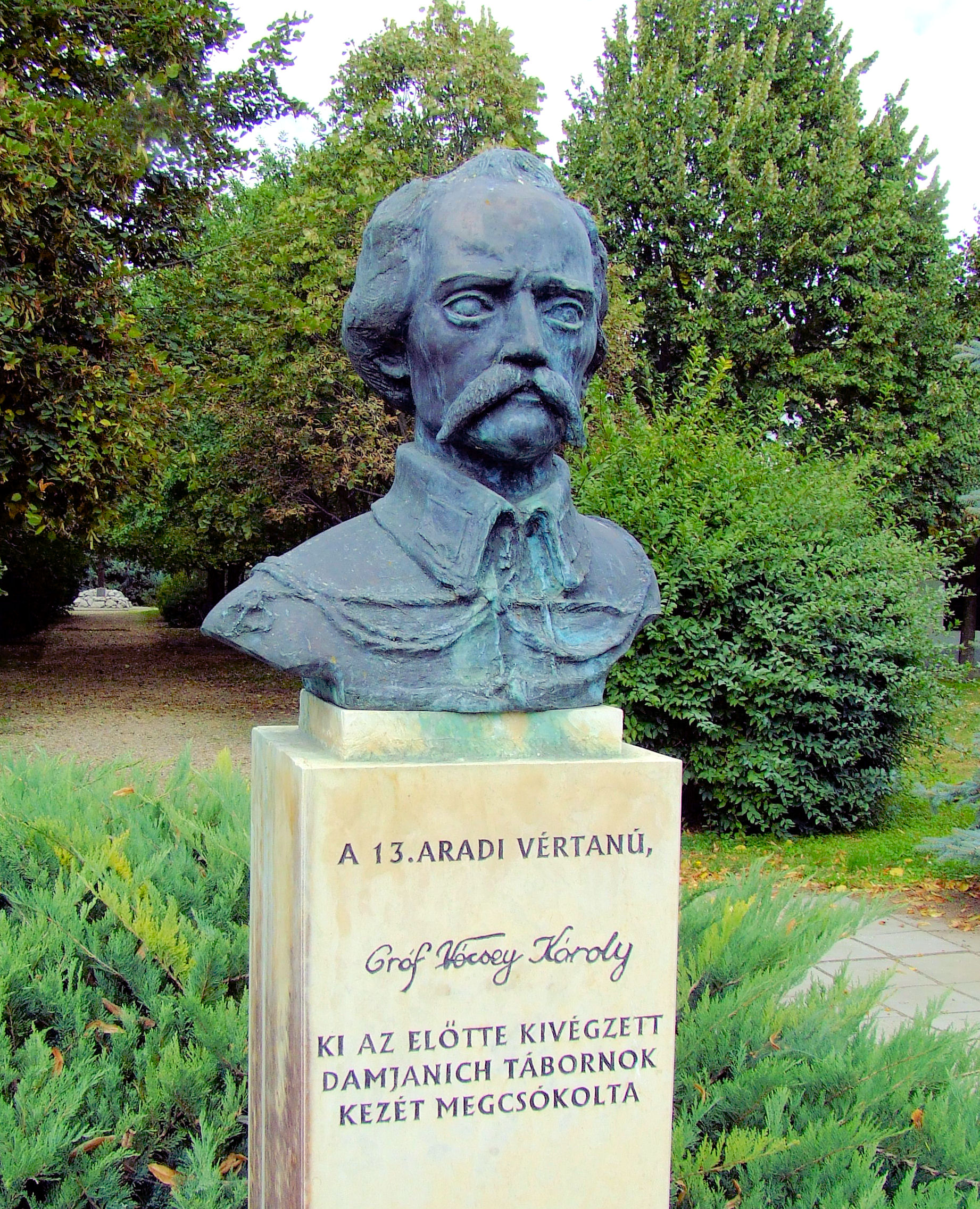
Vécsey Károly szobra a solti Vécsey-kastély parkjában

A temesvári csata után Vécsey csapatai a magyar főerőket követve, Lugos felé vonultak. Lugost elérve a magyar sereg két felé oszlott, kisebbik része Dessewffy Arisztid és Lázár Vilmos vezetésével Karánsebes, nagyobb része Vécsey Károly és Guyon Richárd vezetésével Facsét felé vette az irányt. Bem altábornagy augusztus 16-án érkezett Facsétra, azzal a szándékkal, hogy a sereggel az erdélyi hegyekbe vonul, ott egyesül a még meglévő magyar erőkkel és onnan folytatja a harcot. A haditanácson, ahol Bem terveit ismertette azonban Vécsey kijelentette, hogy alakulatával átkelve a Maroson Görgei Artúr seregéhez kíván csatlakozni. A magyar sereg ezzel ismét két részre szakadt, Vécsey másnap mintegy 8000 főnyi hadtestével Kápolnás felé elhagyta a magyar tábort. Jakab Elek állítása szerint Bem a következő szavakkal búcsúzott Vécseytől: „Rendben van tábornok úr! Menjen ön. Különben meg kell mondanom, hogy az osztrákok fel fogják önt akasztani!”
Miután Vécsey serege átkelt a Maroson, Tótvárad közelében támadás érte az üldözésére kiküldött császári dandár részéről, melynek áldozatául esett a hadtest készleteit szállító közel kétezer szekér. A magyar sereg ekkorra már a felbomlás határára jutott, a honvédek raboltak, fosztogattak, fegyvereiket eldobálták és igyekeztek mindentől megszabadulni ami a haladást gátolta. A sereget már csak az oroszok előtti fegyverletétel lehetősége, az ott remélhető kedvezőbb bánásmód és a tisztek számára az esetleges átlépés lehetősége tartotta egyben. Vécsey, aki időközben értesült Görgei fegyverletételéről, Borosjenő közelébe érve ezért szintén elhatározta magát a fegyverletételre. Augusztus 19-én Rákóczy–Parcsetich Zsigmond ezredes és Dessewffy Lajos főhadnagy személyében követeket küldött a Borosjenőn állomásozó orosz dandár parancsnokához, hogy a fegyverletétel részleteiről tárgyaljanak, ő maga pedig lovasságával egyenesen Paszkevics főhadiszállására, Nagyváradra vonult és ott adta meg magát.
Leontyij Pavlovics Nyikolai altábornagy, cári főhadsegéd, Paszkevics törzsének tisztje augusztus 19-én a következő sorokat írta naplójába: „Egy kis magyar lovascsapat érkezett Váradra – Vécsey ezredes hat századból álló huszárezrede és a Coburg herceg nevét viselő ezred négy százada – hogy megadja magát. Fegyvereiket jelenlétünkben rakták le. A látvány szomorú volt. Az ezredes elmondta, hogy ez a csapat Lugosnál, ahonnan Bem Erdélybe akarta vinni őket, elvált a magyar seregtől. Mikor azonban megtudták, hogy Görgey hadserege megadta magát, a hegyeken keresztül egy kis kört írtak le, hogy elkerüljék a találkozást az osztrákokkal. Így jöttek Váradra.”
Az V. hadtest gyalogsága augusztus 21-én Borosjenőn tette le a fegyvert az ott állomásozó orosz dandár előtt. Vécseyt néhány nap múlva Aradra kísérték és átadták az osztrák hatóságoknak.

## Elítélése és kivégzése
A szabadságharc után az udvar elégtételt kívánt venni mindazokért a sérelmekért, melyeket 1848 tavasza óta a magyaroktól, illetve a magyar szabadságharc következtében el kellett szenvednie: a megaláztatásért, hogy 1849 áprilisában engednie kellett, és a birodalom nemzetközi tekintélyének mélypontra zuhanásáért, mivel Oroszország katonai segítségét kellett kérnie. A szabadságharc elhúzódásának, így az udvar megaláztatásainak okozója elsősorban a magyar honvédség működése volt, ezért természetes, hogy a megtorlás is elsősorban a fegyveres harcok résztvevői, a honvéd hadsereg tagjai ellen irányult. I. Miklós hiába tanácsolta Ferenc Józsefnek, hogy Ausztria politikai érdeke a magyarokkal való kiegyezés és ennek érdekében a megtorlás mellőzése, Bécsben a józan politikai érdeken az érzelmi megfontolások, valamint az elrettentés szándéka kerekedett felül. A megtorlás alapelveit először Haynau 1849. július 1-jén Győrben kiadott kiáltványa foglalta össze. A teljhatalmat kapott Haynau már eldöntötte sorsukat. A császári fővezér 1849. augusztus 18-án levélben számolt be szándékairól Radetzky tábornagynak: „...a lázadóvezéreket fel fogom köttetni, és minden császári királyi tisztet, aki a forradalmárok szolgálatába állt, agyon fogok lövetni, gyökeresen irtom ki a gazt, és egész Európának példát fogok mutatni, hogyan kell bánni a lázadókkal, és hogyan kell a rendet és békességet egy évszázadra biztosítani." Az I. Ferenc József elnökletével tartott augusztus 20-ai bécsi minisztertanácson a megtorlás módozatairól, az érintettek köréről részletes utasítást dolgoztak ki. A felelősségre vonandó személyek körében kiemelten kezelték a honvéd hadsereg önálló seregtest- és csapatparancsnokait.
Vécsey Károly pere 1849. szeptember 3-án kezdődött Alois von Howiger hadbíró, a 9. gyalogezred volt ezredese, 1849 őszén vezérőrnagyként az aradi vár parancsnoka elnökletével. A hadbírósági jegyzőkönyvekben az utólagos cenzúrázás ellenére fennmaradtak Vécsey Károly tárgyaláson mondott önérzetes szavai: „az a véleményem, hogy a magyar hadsereg nem felkelő hadsereg volt, mint ezt szájamba akarják adni. Különben is én a hadügyminiszter parancsára, következéskép őfelsége a császár parancsára tettem esküt az alkotmányra”. Vécsey – több tábornoktársához hasonlóan – arra alapozta védekezését, hogy a császár parancsára tette le az esküt a magyar alkotmányra, és a Magyarországon 1848 során kialakult, a politika által teremtett ellentmondásos helyzetért nem tehető felelőssé a parancsokat teljesítő tisztikar.
Vécseynek nem voltak pártfogói, ezzel szemben „nagyon rossz lábon élt a kamarillával , és annak egyik legfőbb tagjával, gróf Grünnével, a császár főhadsegédével.”, aki mindent meg is tett elítélése érdekében. Apja a hadbíróságnak küldött levelében követelte, hogy a „bűnözőket” fosszák meg kamarási méltóságuktól. Az aradi vértanúk közül csak Vécsey volt császári és királyi kamarás. Ezeknek az áskálódásoknak és nem kis részben Vécseynek az 1849 januárjában, a verbászi tiszti gyűlésen tanúsított magatartásának volt betudható, hogy utolsónak végezték ki, végig kellett néznie társai halálát. 1849. szeptember 21-én a hadbíróság kötél általi halálra ítélte.
Vécsey a börtönben sokat olvasott, Schweidel József vezérőrnagyot is ő látta el könyvekkel. Az egyetlen összeköttetést a külvilággal felesége, Duffaud Karolina jelentette számára. A kivégzés előtti utolsó éjszakán is csak tőle búcsúzhatott levelével. Az ítéletet 1849. október 6-án reggel 6 órakor hajtották végre. Az aradi vértanúk kivégzése, mint a nemzeti mitológia része később számos legendát teremtett. Az egymásnak ellentmondó, sokszor utólag színesített visszaemlékezések megnehezítik e legendák valóságtartalmának megítélését. Egy ilyen hagyomány szerint Vécsey, mivel utolsóként végezték ki és már nem volt kitől elbúcsúznia, odalépett az előtte kivégzett Damjanich János kihűlőben lévő testéhez és bár személyes ellenfelek voltak, megcsókolta a kezét. A történet Sulyánszky Euszták minorita szerzetes, az aradi vértanúk egyik gyóntatója és a kivégzések egyik szemtanúja elbeszéléséből ismert.

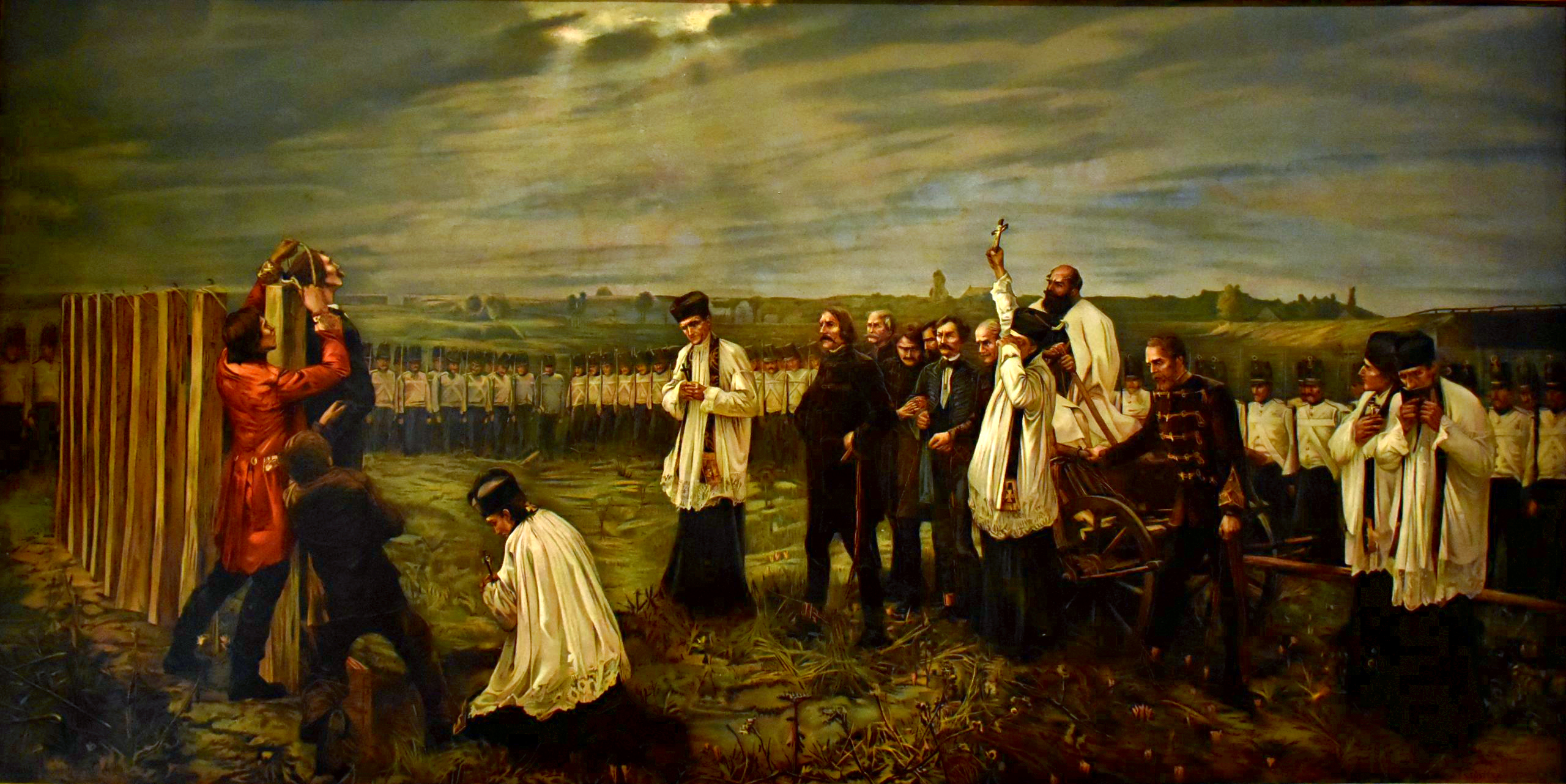
Thorma János: Az aradi vértanúk kivégzése

Egy aradi polgár visszaemlékezései szerint „Vécsey maradt utolsónak. Ő egy szót se szólt, csak némán végignézte valamennyi bajtársa kivégeztetését. Időközben a Maros túlsó partján levő disznóhizlaló telep épületeinek fedelét ellepték az Aradról kicsődült kíváncsiak. Abban a percben, amikor Vécsey a bitóhoz lépett, az egyik hizlaló fedele a sok ember súlya alatt nagy robajjal leszakadt. Vécsey a zajra kiegyenesedett, s nagy érdeklődéssel nézett a zaj irányába, mintha még valami váratlan, csodaszerű segélyt remélne [...] Ezután ő is kiszenvedett.”

## Emlékezete
Howiger várparancsnok Haynau utasításainak megfelelően közölte a papokkal és a hozzátartozókkal, hogy a katonának ott kell maradnia ahol elesett, ezért a kivégzetteket a kivégzés helyszínén fogják jeltelen sírba temetni. A parancs ellenére a hóhér, Franz Bott megvesztegetésével sikerült a felakasztott kilenc vértanú közül négynek a holttestét a kivégzés helyszínéről elszállítani. Vécsey földi maradványait Urbányi Andrásné Hegyessy Katalin, egy aradi ügyvéd özvegye, Duffaud Karolina barátnője váltotta ki. A holttestet a kivégzést követő nap éjszaka az aradi köztemetőben, a Rósa család sírboltjában rejtették el, majd egy év múlva önálló sírboltba helyezték át. Nyughelye, 1916-ig volt itt, ekkor innen az aradi kultúrpalota kriptájába vitték, majd 1974 óta ő is a kivégzés helyén emelt emlékoszlop sírboltjában nyugszik.
Vaján – mint valamennyi aradi vértanúról – utcát neveztek el róla.

## Származása
| gr. Vécsey Károly (Rzeczniów, 1803. nov. 24.– Arad, 1849. okt. 6.) honvéd tábornok | Apja: gr. Vécsey Ágoston (Rzeczniów, 1775. aug. 22.– Bécs, 1857. jan. 15.) lovassági tábornok | Apai nagyapja: Vécsey Szigbert (Érsekújvár, 1739. júl. 22.– 1820. júl. 30.) altábornagy | Apai nagyapai dédapja: hernádvécsei és hajnácskői Vécsey Ferenc              |
| gr. Vécsey Károly (Rzeczniów, 1803. nov. 24.– Arad, 1849. okt. 6.) honvéd tábornok | Apja: gr. Vécsey Ágoston (Rzeczniów, 1775. aug. 22.– Bécs, 1857. jan. 15.) lovassági tábornok | Apai nagyapja: Vécsey Szigbert (Érsekújvár, 1739. júl. 22.– 1820. júl. 30.) altábornagy | Apai nagyapai dédanyja: lázi és bernicei b. Ghillány Erzsébet                |
| gr. Vécsey Károly (Rzeczniów, 1803. nov. 24.– Arad, 1849. okt. 6.) honvéd tábornok | Apja: gr. Vécsey Ágoston (Rzeczniów, 1775. aug. 22.– Bécs, 1857. jan. 15.) lovassági tábornok | Apai nagyanyja: b. Révay Zsófia                                                         | Apai nagyanyai dédapja: szklabinai és blatnicai b. Révay László kir. kamarás |
| gr. Vécsey Károly (Rzeczniów, 1803. nov. 24.– Arad, 1849. okt. 6.) honvéd tábornok | Apja: gr. Vécsey Ágoston (Rzeczniów, 1775. aug. 22.– Bécs, 1857. jan. 15.) lovassági tábornok | Apai nagyanyja: b. Révay Zsófia                                                         | Apai nagyanyai dédanyja: budetini gr. Szunyogh Éva                           |
| gr. Vécsey Károly (Rzeczniów, 1803. nov. 24.– Arad, 1849. okt. 6.) honvéd tábornok | Anyja: Colson Amália (1786 – Pest, 1826. febr. 4.)                                            | Anyai nagyapja: n.a.                                                                    | Anyai nagyapai dédapja: n.a.                                                 |
| gr. Vécsey Károly (Rzeczniów, 1803. nov. 24.– Arad, 1849. okt. 6.) honvéd tábornok | Anyja: Colson Amália (1786 – Pest, 1826. febr. 4.)                                            | Anyai nagyapja: n.a.                                                                    | Anyai nagyapai dédanyja: n.a.                                                |
| gr. Vécsey Károly (Rzeczniów, 1803. nov. 24.– Arad, 1849. okt. 6.) honvéd tábornok | Anyja: Colson Amália (1786 – Pest, 1826. febr. 4.)                                            | Anyai nagyanyja: n.a.                                                                   | Anyai nagyanyai dédapja: n.a.                                                |
| gr. Vécsey Károly (Rzeczniów, 1803. nov. 24.– Arad, 1849. okt. 6.) honvéd tábornok | Anyja: Colson Amália (1786 – Pest, 1826. febr. 4.)                                            | Anyai nagyanyja: n.a.                                                                   | Anyai nagyanyai dédanyja: n.a.                                               |